# Орах (Вргорац)
Орах је насељено место у саставу града Вргорца, Сплитско-далматинска жупанија, Република Хрватска.

## Историја
До територијалне реорганизације у Хрватској налазио се у саставу старе општине Вргорац.

## Становништво
На попису становништва 2011. године, Орах је имао 268 становника.
| Број становника по пописима | Број становника по пописима | Број становника по пописима | Број становника по пописима | Број становника по пописима | Број становника по пописима | Број становника по пописима | Број становника по пописима | Број становника по пописима | Број становника по пописима | Број становника по пописима | Број становника по пописима | Број становника по пописима | Број становника по пописима | Број становника по пописима | Број становника по пописима |
| --------------------------- | --------------------------- | --------------------------- | --------------------------- | --------------------------- | --------------------------- | --------------------------- | --------------------------- | --------------------------- | --------------------------- | --------------------------- | --------------------------- | --------------------------- | --------------------------- | --------------------------- | --------------------------- |
| 1857                        | 1869                        | 1880                        | 1890                        | 1900                        | 1910                        | 1921                        | 1931                        | 1948                        | 1953                        | 1961                        | 1971                        | 1981                        | 1991                        | 2001                        | 2011                        |
| 355                         | 685                         | 362                         | 474                         | 582                         | 586                         | 575                         | 560                         | 542                         | 532                         | 489                         | 361                         | 308                         | 290                         | 367                         | 268                         |

Напомена: У 1869. садржи податке за насеље Прапатнице.

### Попис1991.
На попису становништва 1991. године, насељено место Орах је имало 290 становника, следећег националног састава:
| Попис 1991.‍  | Попис 1991.‍  | Попис 1991.‍ | Попис 1991.‍ | Попис 1991.‍ |
| ------------ | ------------ | ----------- | ----------- | ----------- |
|              |              |             |             |             |
| Хрвати       | Хрвати       |             | 282         | 97,24%      |
| Југословени  | Југословени  |             | 2           | 0,68%       |
| Срби         | Срби         |             | 1           | 0,34%       |
| неопредељени | неопредељени |             | 2           | 0,68%       |
| регион. опр. | регион. опр. |             | 1           | 0,34%       |
| непознато    | непознато    |             | 2           | 0,68%       |
| укупно: 290  |              |             |             |             |